# Juan Bonet Bonell
Juan Bonet Bonell (València, 10 d'abril de 1890 - ciutat de Mèxic, juny de 1970) fou un professor i polític valencià, governador civil de Castelló durant la guerra civil espanyola.

## Biografia
Es va llicenciar en Dret i Filosofia i Lletres a la Universitat de València i el 1931 va obtenir per oposició la càtedra de Filosofia, i fou professor d'Institut a Osca, Madrid i València. Políticament era seguidor de Manuel Azaña i milità a Izquierda Republicana. L'agost de 1936, poc després d'esclatar la guerra civil espanyola, és nomenat governador civil de Castelló, càrrec que manté fins a octubre de 1936. Entre 1937 i 1938 fou president de la Junta Central Tècnica d'Ensenyament del Ministeri d'Instrucció Pública i Belles Arts.
El 1939 es va exiliar cap a França, on el 1941 fou detingut per la Gestapo sense que es coneguin les causes concretes. Fou enviat a diversos camps de concentració, primer al castell de Hâ, després Àfrica del Nord i el 1943 a Mauthausen-Gusen, on va romandre fins al seu alliberament el 1945.
En juliol de 1947 marxà cap a Mèxic, establint-se inicialment a Tamaulipas i Nuevo Laredo. Poc després fou nomenat director de l'Instituto Luis Vives, càrrec que va ocupar fins a la seva mort el 1970.